# Слобозија-Мандра (Телеорман)
Слобозија-Мандра (рум. Slobozia-Mândra) насеље је у Румунији у округу Телеорман у општини Слобозија-Мандра. Oпштина се налази на надморској висини од 78 m.

## Становништво
Према подацима из 2011. године у насељу је живело 4159 становника.